# Sun Quan
Sun Quan (5. srpnja, 182. – 21. svibnja, 252.), formalno Car Da od Wua, bio je kineski gospodar rata, poznat kao osnivač države Istočni Wu, jedno od Tri kraljevstva. Njime je od 222. do 229. vladao kao kralj Wua, a od 229. do 252. kao car Wua.
Sun Quan se rodio kao sin vojskovođe i gospodara rata Sun Jiana. Nakon što mu je otac 191. poginuo, njegovu vojsku je preuzeo Sun Quanov stariji brat Sun Ce, koji se iskazao kao izuzetno sposobni političar i vojskovođa, te stvorio bazu klana Sun u regiji Wu. Kada su Sun Cea 200. ubili sluge Xu Gonga, 18-godišnji Sun Quan je naslijedio njegove zemlje jugoistočno od rijeke Yangtze. Sun Quan je također naslijedio i Sun Ceeve savjetnike Zhou Yuja, Zhang Zhaoa, Zhang Honga i Cheng Pua, koji su se isticali velikom sposobnošću. Tjelohranitelj mu je bio Zhou Tai. Nakon što je uz njihovu pomoć konsolidirao svoju vlast, krenuo je u pohod na zapad i porazio Huang Zua, gospodara rata koji je dominirao srednjim tokom Yangtzea.
Krajem iste godine je sjevernjački gospodar rata i carski kancelar Cao Cao pokrenuo ogromnu vojsku na jug kako bi ujedinio Kinu pod svojom vlašću. Na Sun Quanovom dvoru je došlo do razdora - frakcija na čelu sa Zhang Zhaoom je tražila predaju, dok se frakcija oko Zhou Yua i Lu Su opredijelila za oružani otpor. Sun Quan se odlučio za rat, sklopio savez s gospodarom rata Liu Beijem i primijenio strategiju koja će dovesti do odlučujuće pobjede nad Cao Caom u velikoj bitci kod Crvenih stijena.
Sun Quan je nakon toga posvetio konsolidaciji svoje države, i ispočetka pokušao naći modus vivendi s Cao Caom i njegovim nasljednicima čija je teritorija postala država Cao Wei. Kada je godine 220. Cao Caov sin Cao Pi i formalno svrgnuo cara Xiana, odnosno dinastiju Han, Sun Quan je ispočetka to priznao, proglasivši se vazalom nove dinastije Wei. Kada je, međutim, dvije godine kasnije Cao Pi tražio od Sun Quana da u njegovu prijestolnicu Luoyang pošalje kao taoca sina Sun Denga, Sun Quan je to odbio te proglasio Wu nezavisnom državom, a sebe kraljem. Godine 229. se proglasio carem, odnosno legitimnim nasljednikom dinastije Han.

## Vanjske poveznice
- Translation of the biography of Sun Quan in the Chronicles of the Three Kingdoms at Empire Divided  Arhivirana inačica izvorne stranice od 14. ožujka 2007. (Wayback Machine)